# Liste des lieux patrimoniaux d'Ottawa
Cet article recense les lieux patrimoniaux d'Ottawa inscrits au répertoire des lieux patrimoniaux du Canada, qu'ils soient de niveau provincial, fédéral ou municipal.

## Liste
| [ 1 ] | Lieu patrimonial | Illustration                                                                     | Municipalité | Adresse                                                    | Coordonnées      | No    | Constr.   | Prot.                                    | Rec. | Notes  |
| ----- | --- | -------------------------------------------------------------------------------- | ------------ | ---------------------------------------------------------- | ---------------- | ----- | --------- | ---------------------------------------- | ---- | ------ |
| M     | Davidson House | Téléverser                                                                       | Ottawa       | 3150, Donnelly Drive                                       | 45.0419 -75.7028 | 10298 |           | Municipal Heritage Designation (Part IV) | 1983 |        |
| M     | Fry House | Téléverser                                                                       | Ottawa       | 4148, Donnelly Drive                                       | 44.9909 -75.7745 | 15269 |           | Municipal Heritage Designation (Part IV) | 1983 |        |
| M     | Gilroy Farm | Téléverser                                                                       | Ottawa       | 7406, Gilroy Road                                          | 44.9693 -75.8285 | 10300 | 1900      | Municipal Heritage Designation (Part IV) | 1979 |        |
| M     | Lindsay House | Téléverser                                                                       | Ottawa       | 6722, Rideau Valley Drive South                            | 45.1503 -75.6474 | 10302 | 1905      | Municipal Heritage Designation (Part IV) | 1986 |        |
| M     | Manotick United Church | Téléverser                                                                       | Ottawa       | 5567, Main Street                                          | 45.2242 -75.6826 | 10308 | 1904      | Municipal Heritage Designation (Part IV) | 2000 |        |
| M     | Marlborough Township Office | Téléverser                                                                       | Ottawa       | 3048, Pierce Road                                          | 45.0916 -75.7571 | 10309 | 1855      | Municipal Heritage Designation (Part IV) | 1980 |        |
| M     | Miller's Oven | Téléverser                                                                       | Ottawa       | 1137, Mill Street                                          | 45.2262 -75.684  | 10310 |           | Municipal Heritage Designation (Part IV) | 1984 |        |
| M     | North Gower Old Town Hall | Téléverser                                                                       | Ottawa       | 6581, Fourth Line Road                                     | 45.1327 -75.7177 | 10312 | 1876      | Municipal Heritage Designation (Part IV) | 1979 |        |
| M     | The McFadden House | Téléverser                                                                       | Ottawa       | 5561, Main Street, Manotick                                | 45.2244 -75.6829 | 15276 | 1876      | Municipal Heritage Designation (Part IV) | 1983 |        |
| M     | The Pritchard House | Téléverser                                                                       | Ottawa       | 5559, Main Street, Manotick                                | 45.2245 -75.683  | 15273 |           | Municipal Heritage Designation (Part IV) | 1984 |        |
| M     | The Eastman House | Téléverser                                                                       | Ottawa       | 6727, Lord Nelson Street                                   | 45.1501 -75.6463 | 15224 |           | Municipal Heritage Designation (Part IV) | 1989 |        |
| M     | Bryan House | Téléverser                                                                       | Kars         | 6700, Rideau Valley Drive S                                | 45.1522 -75.648  | 10142 |           | Municipal Heritage Designation (Part IV) | 1986 |        |
| M     | St. Louis House | Téléverser                                                                       | Kars         | 1579, Washington Street                                    | 45.1506 -75.6466 | 13341 | 1859      | Municipal Heritage Designation (Part IV) | 1985 |        |
| M     | The (James) Lindsay House | Téléverser                                                                       | Kars         | 6836, Rideau Valley Drive South                            | 45.1459 -75.6465 | 13342 | 1850      | Municipal Heritage Designation (Part IV) | 1979 |        |
| F     | 13/Centrale thermique et de refroidissement                                                                                            | Téléverser                                                                       | Ottawa       |                                                            | 45.4052 -75.7374 | 12921 | 1952      | Recognized Federal Heritage Building     | 2005 |        |
| F     | 3/Immeuble de Statistique Canada (ancien bâtiment du Bureau fédéral de la statistique)                                                 | Téléverser                                                                       | Ottawa       | 100 Tunney’s Pasture Driveway                              | 45.4056 -75.7357 | 13122 | 1953      | Recognized Federal Heritage Building     | 2005 |        |
| M     | 304-312 Queen Elizabeth Driveway | 304-312 Queen Elizabeth Driveway                                                 | Ottawa       | 0, 304-312 Queen Elizabeth Driveway                        | 45.4067 -75.6828 | 10058 | 1906      | Municipal Heritage Designation (Part IV) | 1981 |        |
| M     | 41 York Street | 41 York Street                                                                   | Ottawa       | 41, rue York                                               | 45.428 -75.6936  | 13413 | 1875      | Municipal Heritage Designation (Part IV) | 1990 |        |
| F     | 419-423, promenade Sussex | 419-423, promenade Sussex                                                        | Ottawa       | 419-423 Sussex Drive                                       | 45.4305 -75.6965 | 4627  |           | Recognized Federal Heritage Building     | 1983 |        |
| F     | 7; Immeuble de la Protection de la santé (ancien laboratoire du ministère de la Santé et du Bien-être social, des aliments et drogues) | Téléverser                                                                       | Ottawa       |                                                            | 45.4077 -75.7355 | 12897 | 1955      | Recognized Federal Heritage Building     | 2005 |        |
| F     | Académie de La Salle | Académie de La Salle                                                             | Ottawa       | 373 Sussex Drive                                           | 45.2518 -75.4219 | 3563  | 1847      | Classified Federal Heritage Building     | 1988 |        |
| F     | Ancien édifice de la CCN | Téléverser                                                                       | Ottawa       | 401 Lebreton Street                                        | 45.4002 -75.7025 | 4661  | 1930      | Recognized Federal Heritage Building     | 1997 |        |
| F     | Ancien édifice de la Commission géologique du Canada                                                                                   | Ancien édifice de la Commission géologique du Canada                             | Ottawa       | 541 Sussex Drive                                           | 45.4266 -75.6938 | 1142  | 1917      | LHN                                      | 1955 | [ 3 ]  |
| F     | Ancien édifice de la Commission géologique du Canada                                                                                   | Ancien édifice de la Commission géologique du Canada                             | Ottawa       | 541 Sussex Drive                                           | 45.4264 -75.694  | 4649  | 1837      | ÉFP reconnu                              | 1986 | [ 4 ]  |
| F     | Ancien hôtel de ville d'Ottawa | Ancien hôtel de ville d'Ottawa                                                   | Ottawa       | 100, promenade Sussex                                      | 45.4398 -75.694  | 6629  | 1958      | ÉFP classé                               | 2001 |        |
| F     | Ancien Ottawa Teachers' College | Ancien Ottawa Teachers' College                                                  | Ottawa       | 195, rue Elgin                                             | 45.4194 -75.6915 | 7437  | 1875      | LHN                                      | 1974 |        |
| F     | Ancienne ambassade des États-Unis | Ancienne ambassade des États-Unis                                                | Ottawa       | 100, rue Wellington                                        | 45.4232 -75.6984 | 15144 | 1932      | Classified Federal Heritage Building     | 1985 |        |
| F     | Annexe de la technologie laitière | Annexe de la technologie laitière                                                | Ottawa       |                                                            | 45.384 -75.715   | 4637  | 1920      | Recognized Federal Heritage Building     | 1997 |        |
| F     | Atelier d'usinage (no 4) | Téléverser                                                                       | Ottawa       |                                                            | 45.384 -75.715   | 4701  |           | Recognized Federal Heritage Building     | 1994 |        |
| F     | Atelier de rempotage | Téléverser                                                                       | Ottawa       |                                                            | 45.3882 -75.7081 | 11345 | 1890      | Recognized Federal Heritage Building     | 1997 |        |
| F     | Atelier du menuisier | Atelier du menuisier                                                             | Ottawa       |                                                            | 45.384 -75.715   | 9604  | 1990      | Recognized Federal Heritage Building     | 1997 |        |
| F     | Bungalow Rideau | Téléverser                                                                       | Ottawa       | 1 Sussex Drive                                             | 45.4436 -75.6867 | 4652  | 1867      | Recognized Federal Heritage Building     | 1986 |        |
| F     | Bureau de l'écluse | Bureau de l'écluse                                                               | Ottawa       |                                                            | 45.4249 -75.6958 | 11088 | 1884      | Recognized Federal Heritage Building     | 1994 |        |
| F     | Bureau de la compagnie Bronson | Téléverser                                                                       | Ottawa       | 150 Middle Street                                          | 45.421 -75.714   | 4721  | 1880      | Recognized Federal Heritage Building     | 1991 |        |
| M     | Byward Market Heritage Conservation District                                                                                           | Byward Market Heritage Conservation District                                     | Ottawa       |                                                            | 45.4289 -75.693  | 8438  | 1830      | Heritage Conservation District (Part V)  | 1991 |        |
| F     | Bâtiment de l'horticulture | Bâtiment de l'horticulture                                                       | Ottawa       |                                                            | 45.389 -75.711   | 4653  | 1930      | Recognized Federal Heritage Building     | 1997 |        |
| F     | Bâtiment de la nutrition | Téléverser                                                                       | Ottawa       |                                                            | 45.3902 -75.7082 | 4709  | 1899      | Recognized Federal Heritage Building     | 1992 |        |
| F     | Bâtiment de service | Téléverser                                                                       | Ottawa       |                                                            | 45.3892 -75.7118 | 4658  | 1920      | Recognized Federal Heritage Building     | 1997 |        |
| F     | Bâtiment des récoltes céréalières | Bâtiment des récoltes céréalières                                                | Ottawa       |                                                            | 45.389 -75.7088  | 11056 | 1889      | Recognized Federal Heritage Building     | 1997 |        |
| F     | Bâtiment des services de laboratoire, no 22                                                                                            | Téléverser                                                                       | Ottawa       |                                                            | 45.3919 -75.7188 | 4655  | 1957      | Recognized Federal Heritage Building     | 1997 |        |
| F     | Bâtiment d’entretien | Bâtiment d’entretien                                                             | Ottawa       |                                                            | 45.4283 -75.6989 | 9947  | 1902      | Recognized Federal Heritage Building     | 1988 |        |
| M     | Burritt House | Téléverser                                                                       | Ottawa       | 4390, Donnelly Drive                                       | 44.9841 -75.7956 | 10278 |           | Municipal Heritage Designation (Part IV) | 1989 |        |
| M     | The Canada Goose Shop | Téléverser                                                                       | Ottawa       | 5538, Main Street                                          | 45.2252 -75.6845 | 10297 |           | Municipal Heritage Designation (Part IV) | 1984 |        |
| M     | Carleton County Court House | Carleton County Court House                                                      | Ottawa       | 2, avenue Daly                                             | 45.425 -75.6889  | 8442  | 1871      | Municipal Heritage Designation (Part IV) | 1978 |        |
| M     | Carleton County Gaol | Carleton County Gaol                                                             | Ottawa       | 75, Nicholas Street                                        | 45.425 -75.6889  | 8443  | 1862      | Municipal Heritage Designation (Part IV) | 1978 |        |
| F     | Centrale à vapeur de l'Ottawa Electric Railway Company                                                                                 | Téléverser                                                                       | Ottawa       | Middle Street                                              | 45.4196 -75.716  | 4714  | 1915      | Recognized Federal Heritage Building     | 1991 |        |
| F     | Centrale électrique no 2 d'Ottawa Hydro                                                                                                | Téléverser                                                                       | Ottawa       | Mill Street                                                | 45.4193 -75.7137 | 4360  | 1891      | Classified Federal Heritage Building     | 1992 |        |
| F     | Centre de conférences du gouvernement                                                                                                  | Centre de conférences du gouvernement                                            | Ottawa       | 2 Rideau Street                                            | 45.4246 -75.6937 | 4305  | 1912      | Classified Federal Heritage Building     | 1989 |        |
| F     | Centre de soins de santé | Téléverser                                                                       | Ottawa       | 355 Smyth Road                                             | 45.5 -75.658     | 1889  | 1961      | Recognized Federal Heritage Building     | 2002 |        |
| F     | Centre national des Arts | Centre national des Arts                                                         | Ottawa       | 53, rue Elgin                                              | 45.4235 -75.6934 | 9091  | 1969      | LHN                                      | 2006 |        |
| M     | Centretown Heritage Conservation District                                                                                              | Centretown Heritage Conservation District                                        | Ottawa       |                                                            | 45.4146 -75.691  | 8439  | 1914      | Heritage Conservation District (Part V)  | 1997 |        |
| F     | Château Laurier | Château Laurier                                                                  | Ottawa       | 1, rue Rideau                                              | 45.4256 -75.6953 | 14549 | 1912      | LHN                                      | 1981 |        |
| F     | Château MacKay | Château MacKay                                                                   | Ottawa       | 1 Sussex Drive                                             | à géolocaliser   | 4302  | 1838      | ÉFP classé                               | 1986 |        |
| P     | Church of St. Alban the Martyr | Church of St. Alban the Martyr                                                   | Ottawa       | 125, Daly Street                                           | 45.4275 -75.6849 | 10422 |           | Ontario Heritage Foundation Easement     | 1983 |        |
| F     | Colline du Parlement, Bibliothèque | Colline du Parlement, Bibliothèque                                               | Ottawa       | Rue Wellington                                             | à géolocaliser   | 4679  | 1876      | ÉFP classé                               | 1987 |        |
| F     | Colline du Parlement, Édifice de l'Est                                                                                                 | Colline du Parlement, Édifice de l'Est                                           | Ottawa       | Wellington Street                                          | 45.4247 -75.6975 | 4680  | 1865      | Classified Federal Heritage Building     | 1987 |        |
| F     | Colline du Parlement, Édifice de l'Ouest                                                                                               | Colline du Parlement, Édifice de l'Ouest                                         | Ottawa       | Wellington Street                                          | 45.4232 -75.7005 | 4681  | 1865      | Classified Federal Heritage Building     | 1987 |        |
| F     | Colline du Parlement, Édifice du Centre                                                                                                | Colline du Parlement, Édifice du Centre                                          | Ottawa       | Rue Wellington                                             | 45.4251 -75.6999 | 4675  | 1927      | ÉFP classé                               | 1987 |        |
| F     | Collège Larocque-Lafortune | Téléverser                                                                       | Ottawa       | 445-447 Sussex Drive                                       | 45.4286 -75.6957 | 4716  | 1840      | Recognized Federal Heritage Building     | 1988 |        |
| F     | Complexe EMR : Laboratoire de recherche sur les combustibles                                                                           | Complexe EMR : Laboratoire de recherche sur les combustibles                     | Ottawa       | 562, rue Booth                                             | 45.4019 -75.7063 | 4666  | 1929      | ÉFP reconnu                              | 1987 |        |
| F     | Complexe d'Énergie, Mines et Ressources, laboratoire de préparation des minerais                                                       | Complexe d'Énergie, Mines et Ressources, laboratoire de préparation des minerais | Ottawa       | 552, rue Booth                                             | 45.249 -75.4225  | 4667  | 1932      | ÉFP reconnu                              | 1992 |        |
| F     | Complexe de la rue Booth, bâtiment des relevés et de la cartographie                                                                   | Téléverser                                                                       | Ottawa       | 615 Booth Street                                           | 45.4007 -75.705  | 10145 | 1961      | Recognized Federal Heritage Building     | 1997 |        |
| F     | Complexe de serres principal | Téléverser                                                                       | Ottawa       |                                                            | 45.3902 -75.712  | 4670  | 1967      | Recognized Federal Heritage Building     | 1996 |        |
| F     | Conseil national de recherches Canada, bâtiment M-12                                                                                   | Téléverser                                                                       | Ottawa       | 1200 Montreal Road                                         | 45.4482 -75.6167 | 10160 | 1953      | Recognized Federal Heritage Building     | 1991 |        |
| F     | Conseil national de recherches du Canada, bâtiment M-20                                                                                | Téléverser                                                                       | Ottawa       | 1200 Montreal Road                                         | 45.4476 -75.6201 | 10794 | 1953      | Recognized Federal Heritage Building     | 1991 |        |
| F     | Diefenbunker / siège central du gouvernement d'urgence                                                                                 | Diefenbunker / siège central du gouvernement d'urgence                           | Ottawa       | 3911, chemin Carp                                          | 45.3511 -76.0469 | 4169  | 1961      | LHN                                      | 1994 |        |
| F     | Division ''N'', Bâtiment de l'écurie                                                                                                   | Téléverser                                                                       | Ottawa       | 1 St. Laurent Boulevard                                    | 45.4568 -75.6552 | 4631  | 1940      | Recognized Federal Heritage Building     | 1985 |        |
| F     | Dépôt | Téléverser                                                                       | Ottawa       |                                                            | 45.383 -75.7     | 11054 | 1937      | Recognized Federal Heritage Building     | 1994 |        |
| F     | Earnscliffe | Earnscliffe                                                                      | Ottawa       |                                                            | 45.4374 -75.6988 | 12684 | 1857      | LHN                                      | 1960 |        |
| F     | Édifice Blackburn | Édifice Blackburn                                                                | Ottawa       | 85, rue Sparks                                             | 45.4233 -75.6973 | 4042  | 1913      | ÉFP reconnu                              | 1986 |        |
| F     | Édifice Brooke-Claxton | Édifice Brooke-Claxton                                                           | Ottawa       | Allée Colombine                                            | 45.4088 -75.7373 | 13173 | 1964      | ÉFP classé                               | 2005 |        |
| F     | Édifice Brouse | Édifice Brouse                                                                   | Ottawa       | 181-183, rue Sparks                                        | 45.4218 -75.7003 | 4059  | 1893      | ÉFP reconnu                              | 1986 |        |
| F     | Édifice Central | Édifice Central                                                                  | Ottawa       | 40-46, rue Elgin                                           | 45.4232 -75.6953 | 2857  | 1891      | LHN                                      | 1990 |        |
| F     | Édifice commémoratif de l'ouest | Édifice commémoratif de l'ouest                                                  | Ottawa       | 344, rue Wellington                                        | 45.4195 -75.7066 | 4374  | 1958      | ÉFP classé                               | 1992 |        |
| F     | Édifice commémoratif Est | Édifice commémoratif Est                                                         | Ottawa       | 284 Wellington Street                                      | 45.42 -75.7048   | 9541  | 1954      | ÉFP classé                               | 1995 |        |
| F     | Édifice Connaught | Édifice Connaught                                                                | Ottawa       | 559, avenue Mackenzie                                      | 45.427 -75.6954  | 4165  | 1916      | LHN                                      | 1990 |        |
| F     | Édifice de la Banque canadienne impériale du commerce                                                                                  | Édifice de la Banque canadienne impériale du commerce                            | Ottawa       | 119, rue Sparks                                            | 45.4227 -75.6984 | 4641  | 1922      | ÉFP reconnu                              | 1986 |        |
| F     | Édifice de la Banque de Montréal | Édifice de la Banque de Montréal                                                 | Ottawa       | 144, rue Wellington                                        | 45.4227 -75.6997 | 16147 | 1932      | ÉFP classé                               | 1986 |        |
| F     | Édifice de la Confédération | Édifice de la Confédération                                                      | Ottawa       | 229, rue Wellington                                        | 45.422 -75.7028  | 3586  | 1932      | Classified Federal Heritage Building     | 1988 |        |
| F     | Édifice de la Cour suprême | Édifice de la Cour suprême                                                       | Ottawa       | 301, rue Wellington                                        | 45.422 -75.7056  | 3564  | 1940      | ÉFP classé                               | 1988 |        |
| F     | Édifice de la SRC | Édifice de la SRC                                                                | Ottawa       | 1500, avenue Bronson                                       | 45.3784 -75.6873 | 1865  | 1964      | Classified Federal Heritage Building     | 2002 |        |
| F     | Édifice Dover | Édifice Dover                                                                    | Ottawa       | 185-187, rue Sparks                                        | 45.4218 -75.7004 | 4643  | 1896      | ÉFP reconnu                              | 1986 |        |
| F     | Édifice Hope | Édifice Hope                                                                     | Ottawa       | 61-63, rue Sparks                                          | 45.4235 -75.6966 | 4632  | 1910      | ÉFP reconnu                              | 1986 |        |
| F     | Édifice Langevin | Édifice Langevin                                                                 | Ottawa       | 80, rue Wellington                                         | 45.4235 -75.6972 | 14127 | 1889      | LHN                                      | 1977 | [ 5 ]  |
| F     | Édifice Langevin | Édifice Langevin                                                                 | Ottawa       | 62, rue Wellington                                         | 45.4237 -75.6974 | 4031  | 1889      | ÉFP classé                               | 1988 | [ 6 ]  |
| F     | Édifice Saxe | Édifice Saxe                                                                     | Ottawa       | 75, rue Sparks                                             | 45.4235 -75.6967 | 4635  | 1909      | ÉFP reconnu                              | 1986 |        |
| F     | Édifice Scottish Ontario | Édifice Scottish Ontario                                                         | Ottawa       | 42-50, rue Sparks                                          | 45.4235 -75.6958 | 4623  | 1883      | ÉFP reconnu                              | 1983 |        |
| F     | Édifice Slater | Édifice Slater                                                                   | Ottawa       | 177-179, rue Sparks                                        | 45.4219 -75.7002 | 4642  | 1894      | ÉFP reconnu                              | 1986 |        |
| F     | FEC, bâtiment d’horticulture, no 74 | FEC, bâtiment d’horticulture, no 74                                              | Ottawa       | 74 Central Experimental Farm                               | 45.3907 -75.7065 | 4692  | 1924      | Recognized Federal Heritage Building     | 1988 |        |
| F     | Ferme expérimentale centrale | Ferme expérimentale centrale                                                     | Ottawa       |                                                            | 45.3806 -75.7123 | 13811 | 1980      | LHN                                      | 1997 |        |
| F     | Ferme Silver Springs, grange | Téléverser                                                                       | Ottawa       | 3502 Richmond Road                                         | 45.334 -75.8149  | 4325  | 1910      | Recognized Federal Heritage Building     | 1989 |        |
| F     | Ferme Silver Springs, maison | Téléverser                                                                       | Ottawa       | 3501 Richmond Road                                         | 45.3338 -75.8148 | 11516 | 1867      | Classified Federal Heritage Building     | 1989 |        |
| M     | First Avenue Public School | First Avenue Public School                                                       | Ottawa       | 73, First Avenue                                           | 45.4061 -75.6852 | 10299 | 1898      | Municipal Heritage Designation (Part IV) | 1999 |        |
| F     | Grande étable à vaches laitières | Téléverser                                                                       | Ottawa       | 930 Carling Avenue                                         | 45.3886 -75.7104 | 3460  | 1914      | Classified Federal Heritage Building     | 1987 |        |
| F     | Grange à céréales | Téléverser                                                                       | Ottawa       | Building 76 Central Experimental Farm                      | 45.3884 -75.7086 | 14830 | 1916      | Classified Federal Heritage Building     | 1984 |        |
| F     | Hangar H 11 / Réception officielle | Téléverser                                                                       | Ottawa       |                                                            | 45.32 -75.66     | 2740  | 1956      | Recognized Federal Heritage Building     | 2002 |        |
| F     | Hangar H 14 | Téléverser                                                                       | Ottawa       |                                                            | 45.32 -75.66     | 2751  | 1955      | Recognized Federal Heritage Building     | 2002 |        |
| M     | Hay House | Hay House                                                                        | Ottawa       | 700, Echo Drive                                            | 45.396 -75.6814  | 14211 |           | Municipal Heritage Designation (Part IV) | 1978 |        |
| M     | The Horticulture Building | The Horticulture Building                                                        | Ottawa       | 957, rue Bank                                              | 45.3998 -75.6865 | 8445  | 1914      | Municipal Heritage Designation (Part IV) | 1989 |        |
| F     | Hôtel Revere | Téléverser                                                                       | Ottawa       | 475 Sussex Drive                                           | 45.4279 -75.6952 | 4644  | 1876      | Recognized Federal Heritage Building     | 1986 |        |
| F     | Hôtel de la Monnaie royale canadienne                                                                                                  | Téléverser                                                                       | Ottawa       | 320 Sussex Drive                                           | 45.4344 -75.6992 | 3339  | 1908      | Classified Federal Heritage Building     | 1984 |        |
| F     | Immeuble de bureaux | Téléverser                                                                       | Ottawa       | 17-19 York Street                                          | 45.4279 -75.6944 | 4719  | 1901      | Recognized Federal Heritage Building     | 1989 |        |
| F     | Immeuble de bureaux | Téléverser                                                                       | Ottawa       | 35 George Street                                           | 45.427 -75.6931  | 4717  | 1907      | Recognized Federal Heritage Building     | 1989 |        |
| F     | Institut Jeanne d'Arc | Téléverser                                                                       | Ottawa       | 493 Sussex Drive                                           | 45.4277 -75.695  | 4647  | 1851      | Recognized Federal Heritage Building     | 1986 |        |
| F     | Kiosque de rafraîchissements | Téléverser                                                                       | Ottawa       | Hogs Back                                                  | 45.3716 -75.696  | 4664  | 1955      | Recognized Federal Heritage Building     | 1997 |        |
| F     | Laboratoire de géophysique, no 3 | Téléverser                                                                       | Ottawa       | Central Experimental Farm                                  | 45.3943 -75.7136 | 4703  | 1955      | Recognized Federal Heritage Building     | 1994 |        |
| F     | Laboratoire de métallurgie physique, bâtiment A                                                                                        | Téléverser                                                                       | Ottawa       | 568 Booth Street                                           | 45.4015 -75.7061 | 4698  | 1952      | Recognized Federal Heritage Building     | 1988 |        |
| F     | Laboratoire de métallurgie physique, bâtiment B                                                                                        | Téléverser                                                                       | Ottawa       | 568 Booth Street                                           | 45.4013 -75.7063 | 4699  | 1952      | Recognized Federal Heritage Building     | 1988 |        |
| F     | Laboratoire de métallurgie physique, bâtiment C                                                                                        | Téléverser                                                                       | Ottawa       | 568 Booth Street                                           | 45.4016 -75.7065 | 4702  | 1952      | Recognized Federal Heritage Building     | 1988 |        |
| F     | Laboratoire de métallurgie physique, bâtiment D                                                                                        | Téléverser                                                                       | Ottawa       | 568 Booth Street                                           | 45.4011 -75.7067 | 4705  | 1952      | Recognized Federal Heritage Building     | 1988 |        |
| F     | Laboratoire de métallurgie physique, bâtiment E                                                                                        | Téléverser                                                                       | Ottawa       | 568 Booth Street                                           | 45.4014 -75.707  | 4708  | 1952      | Recognized Federal Heritage Building     | 1988 |        |
| F     | Laboratoire de préparation des minerais (550, rue Booth)                                                                               | Téléverser                                                                       | Ottawa       | 552 Booth Street                                           | 45.4021 -75.7065 | 4665  | 1939      | Recognized Federal Heritage Building     | 1987 |        |
| F     | Laboratoire des minéraux industriels et des céramiques                                                                                 | Téléverser                                                                       | Ottawa       | 405 Rochester Street                                       | 45.4025 -75.7077 | 4671  | 1939      | Recognized Federal Heritage Building     | 1987 |        |
| F     | Laboratoires du Conseil national de recherches Canada                                                                                  | Laboratoires du Conseil national de recherches Canada                            | Ottawa       | 100, promenade Sussex                                      | 45.4386 -75.6976 | 4030  | 1932      | Classified Federal Heritage Building     | 1988 |        |
| F     | Lieu historique national du Canada de Maplelawn-et-Ses-Jardins                                                                         | Téléverser                                                                       | Ottawa       | 529 Richmond Road                                          | 45.3883 -75.7617 | 16461 | 1834      | National Historic Site of Canada         | 1989 |        |
| F     | Lieu historique national du Canada de l'Ancien-Édifice-des-Archives-Fédérales                                                          | Téléverser                                                                       | Ottawa       | 330 Sussex Drive                                           | 45.4307 -75.6987 | 13220 | 1906      | National Historic Site of Canada         | 1990 |        |
| F     | Lieu historique national du Canada de la Basilique-Catholique-Notre-Dame                                                               | Lieu historique national du Canada de la Basilique-Catholique-Notre-Dame         | Ottawa       | 375 Sussex Drive                                           | 45.4298 -75.697  | 12135 | 1897      | National Historic Site of Canada         | 1990 |        |
| F     | Lieu historique national du Canada de la Monnaie-Royale-Canadienne                                                                     | Lieu historique national du Canada de la Monnaie-Royale-Canadienne               | Ottawa       | 320 Sussex Drive                                           | 45.4344 -75.6992 | 9212  | 1908      | National Historic Site of Canada         | 1979 |        |
| F     | Lieu historique national du Canada de la Résidence-John-R.-Booth                                                                       | Lieu historique national du Canada de la Résidence-John-R.-Booth                 | Ottawa       | 252 Metcalfe Street                                        | 45.4164 -75.6922 | 12018 | 1909      | National Historic Site of Canada         | 1990 |        |
| F     | Lieu historique national du Canada du Cimetière-Beechwood                                                                              | Lieu historique national du Canada du Cimetière-Beechwood                        | Ottawa       | 280 Beechwood Avenue                                       | 45.4471 -75.6596 | 1210  | 1873      | National Historic Site of Canada         | 2000 |        |
| M     | Lisgar Collegiate Institute | Lisgar Collegiate Institute                                                      | Ottawa       | 29, Lisgar Street                                          | 45.4204 -75.689  | 15277 | 1872      | Municipal Heritage Designation (Part IV) | 1976 |        |
| M     | Lowertown West Heritage Conservation District                                                                                          | Téléverser                                                                       | Ottawa       | 0, Multiple (see map)                                      | 45.433 -75.694   | 8446  | 1914      | Heritage Conservation District (Part V)  | 1994 |        |
| F     | Maison Billings | Maison Billings                                                                  | Ottawa       | 2100, rue Cabot                                            | 45.3897 -75.6727 | 12622 | 1829      | LHN                                      | 1968 |        |
| F     | Maison George Sparks | Téléverser                                                                       | Ottawa       | 936-940 River Road                                         | 45.2368 -75.6859 | 4630  | 1868      | Recognized Federal Heritage Building     | 1983 |        |
| F     | Maison Laurier | Maison Laurier                                                                   | Ottawa       | 335, avenue Laurier Est                                    | 45.4278 -75.678  | 7634  | 1878      | LHN                                      | 1956 | [ 7 ]  |
| F     | Maison Laurier | Maison Laurier                                                                   | Ottawa       | 335, avenue Laurier Est                                    | 45.4275 -75.6779 | 4038  | 1878      | ÉFP classé                               | 1988 | [ 8 ]  |
| F     | Maison de l'Observatoire | Maison de l'Observatoire                                                         | Ottawa       |                                                            | 45.3939 -75.7132 | 4704  | 1909      | Recognized Federal Heritage Building     | 1993 |        |
| F     | Maison du patrimoine (bâtiment 54) | Maison du patrimoine (bâtiment 54)                                               | Ottawa       | Central Experimental Farm National Historic Site of Canada | 45.384 -75.715   | 9612  | 1888      | Recognized Federal Heritage Building     | 1995 |        |
| F     | Maison du patrimoine, no 60 | Téléverser                                                                       | Ottawa       |                                                            | 45.3904 -75.7085 | 4711  | 1889      | Recognized Federal Heritage Building     | 1993 |        |
| F     | Manège militaire | Téléverser                                                                       | Ottawa       | 1 Cartier Square                                           | 45.4216 -75.6889 | 15942 | 1881      | Classified Federal Heritage Building     | 1985 |        |
| F     | Maplelawn | Maplelawn                                                                        | Ottawa       | 529 Richmond Road                                          | 45.3881 -75.7614 | 15836 | 1831      | Classified Federal Heritage Building     | 1983 |        |
| M     | The McCulla House | Téléverser                                                                       | Ottawa       | 2944, Pierce Road                                          | 45.0962 -75.7497 | 14206 |           | Municipal Heritage Designation (Part IV) | 1985 |        |
| M     | Monastère du Précieux Sang d'Ottawa | Téléverser                                                                       | Ottawa       | 774, Echo Drive                                            | 45.3982 -75.679  | 10311 | 1924      | Municipal Heritage Designation (Part IV) | 1998 |        |
| F     | Musée commémoratif Victoria | Musée commémoratif Victoria                                                      | Ottawa       | 240, rue McLeod                                            | 45.4135 -75.6883 | 4483  | 1911      | LHN                                      | 1990 | [ 9 ]  |
| F     | Musée de guerre | Musée de guerre                                                                  | Ottawa       | 330, promenade Sussex                                      | 45.4323 -75.6993 | 3462  | 1906      | ÉFP classé                               | 1987 |        |
| F     | Musée Victoria | Musée Victoria                                                                   | Ottawa       | 240, rue McLeod                                            | 45.4135 -75.6883 | 9657  | 1911      | ÉFP classé                               | 1986 | [ 10 ] |
| M     | Notre-Dame Cathedral Basilica | Notre-Dame Cathedral Basilica                                                    | Ottawa       | 385, Sussex Drive                                          | 45.4298 -75.697  | 8448  | 1885      | Municipal Heritage Designation (Part IV) | 1978 |        |
| F     | Observatoire fédéral | Observatoire fédéral                                                             | Ottawa       |                                                            | 45.3936 -75.7143 | 4376  | 1904      | ÉFP classé                               | 1992 |        |
| M     | Parkdale Fire Station | Parkdale Fire Station                                                            | Ottawa       | 424, avenue Parkdale                                       | 45.3998 -75.7289 | 1199  | 1924      | Municipal Heritage Designation (Part IV) | 1996 |        |
| F     | Pavilion J au Centre d'études fédérales                                                                                                | Téléverser                                                                       | Ottawa       | 1495 Heron Road                                            | 45.3814 -75.6527 | 15854 | 1965      | Recognized Federal Heritage Building     | 2005 |        |
| F     | Pavillon A | Téléverser                                                                       | Ottawa       | 1495 Heron Road                                            | 45.3814 -75.6527 | 13968 | 1965      | Recognized Federal Heritage Building     | 2005 |        |
| F     | Pavillon Aberdeen | Pavillon Aberdeen                                                                | Ottawa       | 1015, rue Bank                                             | 45.3998 -75.6834 | 4114  | 1898      | LHN                                      | 1983 |        |
| F     | Pavillon B | Téléverser                                                                       | Ottawa       | 1495 Heron Road                                            | 45.3814 -75.6527 | 13043 | 1965      | Recognized Federal Heritage Building     | 2005 |        |
| F     | Pavillon C au Centre d’études fédéral                                                                                                  | Téléverser                                                                       | Ottawa       | 1495 Heron Road                                            | 45.3814 -75.6527 | 15841 | 1965      | Recognized Federal Heritage Building     | 2005 |        |
| F     | Pavillon D au Centre d’études fédéral                                                                                                  | Téléverser                                                                       | Ottawa       | 1495 Heron Road                                            | 45.3814 -75.6527 | 15842 | 1965      | Recognized Federal Heritage Building     | 2005 |        |
| F     | Pavillon E au Centre d’études fédéral                                                                                                  | Téléverser                                                                       | Ottawa       | 1495 Heron Road                                            | 45.3814 -75.6527 | 15843 | 1965      | Recognized Federal Heritage Building     | 2005 |        |
| F     | Pavillon F au Centre d'études fédéral                                                                                                  | Téléverser                                                                       | Ottawa       | 1495 Heron Road                                            | 45.3814 -75.6527 | 15844 | 1965      | Recognized Federal Heritage Building     | 2005 |        |
| F     | Pavillon H au Centre d'études fédérale                                                                                                 | Téléverser                                                                       | Ottawa       | 1495 Heron Road                                            | 45.3814 -75.6527 | 15846 | 1965      | Recognized Federal Heritage Building     | 2005 |        |
| F     | Pavillon I au Centre d'études fédérale                                                                                                 | Téléverser                                                                       | Ottawa       | 1495 Heron Road                                            | 45.3814 -75.6527 | 15847 | 1965      | Recognized Federal Heritage Building     | 2005 |        |
| F     | Pavillon K au Centre d'études fédérale                                                                                                 | Téléverser                                                                       | Ottawa       | 1495 Heron Road                                            | 45.3814 -75.6527 | 15855 | 1965      | Recognized Federal Heritage Building     | 2005 |        |
| F     | Pavillon L au Centre d'études fédérale                                                                                                 | Téléverser                                                                       | Ottawa       | 1495 Heron Road                                            | 45.3814 -75.6527 | 15857 | 1965      | Recognized Federal Heritage Building     | 2005 |        |
| F     | Pavillon Rockcliffe | Téléverser                                                                       | Ottawa       | Rockcliffe Parkway                                         | 45.444 -75.687   | 4674  | 1917      | Recognized Federal Heritage Building     | 1994 |        |
| F     | Pavillon du ruisseau Patterson | Pavillon du ruisseau Patterson                                                   | Ottawa       | Linden Terrace                                             | 45.4081 -75.6825 | 4677  | 1923      | Recognized Federal Heritage Building     | 1994 |        |
| F     | Petite étable à bovins laitiers | Téléverser                                                                       | Ottawa       |                                                            | 45.3879 -75.7116 | 9946  | 1912      | Recognized Federal Heritage Building     | 1988 |        |
| F     | Place de la Confédération | Place de la Confédération                                                        | Ottawa       |                                                            | 45.4224 -75.6953 | 12073 | 1859-1969 | LHN                                      | 1984 |        |
| F     | Poste d’éclusage Burritts Rapids, maison du pont                                                                                       | Téléverser                                                                       | Ottawa       |                                                            | 44.9805 -75.7964 | 4713  | 1915      | Recognized Federal Heritage Building     | 1992 |        |
| F     | Résidence Rochon | Téléverser                                                                       | Ottawa       | 138 St. Patrick Street                                     | 45.4293 -75.6964 | 4720  |           | Édifice fédéral du patrimoine reconnu    | 1989 |        |
| F     | Rideau Hall et le parc | Rideau Hall et le parc                                                           | Ottawa       |                                                            | 45.4448 -75.6918 | 7692  | 1838      | LHN                                      | 1977 |        |
| F     | Rideau Hall, Loge du portier | Téléverser                                                                       | Ottawa       | 1 Sussex Drive                                             | 45.4446 -75.6916 | 4654  | 1868      | Recognized Federal Heritage Building     | 1987 |        |
| F     | Rideau Hall, Pavillon de cricket | Téléverser                                                                       | Ottawa       | 1 Sussex Drive                                             | 45.4422 -75.6869 | 4662  | 1900      | Recognized Federal Heritage Building     | 1987 |        |
| F     | Rideau Hall, Portail principal | Téléverser                                                                       | Ottawa       | 1 Sussex Drive                                             | 45.4445 -75.6918 | 4304  | 1868      | Classified Federal Heritage Building     | 1987 |        |
| F     | Rideau Hall, entrées secondaires et clôtures                                                                                           | Téléverser                                                                       | Ottawa       | 1 Sussex Drive                                             | 45.444 -75.687   | 9815  | 1930      | Recognized Federal Heritage Building     | 1987 |        |
| F     | Rideau Hall, gazomètre | Téléverser                                                                       | Ottawa       | 1 Sussex Drive                                             | 45.444 -75.687   | 4656  | 1878      | Recognized Federal Heritage Building     | 1987 |        |
| F     | Rideau Hall, laiterie | Téléverser                                                                       | Ottawa       | 1 Sussex Drive                                             | 45.444 -75.687   | 4657  | 1895      | Recognized Federal Heritage Building     | 1987 |        |
| F     | Rideau Hall, le complexe dans son ensemble                                                                                             | Téléverser                                                                       | Ottawa       | 1 Sussex Drive                                             | 45.4439 -75.6859 | 16881 | 1830      | Classified Federal Heritage Building     | 1987 |        |
| F     | Résidence | Téléverser                                                                       | Ottawa       | 9 Rideau Gate Street                                       | 45.4436 -75.6867 | 9656  | 1925      | Recognized Federal Heritage Building     | 2000 |        |
| F     | Résidence Valade | Téléverser                                                                       | Ottawa       | 142-44 St. Patrick Street                                  | 45.4295 -75.6958 | 4729  | 1832      | Recognized Federal Heritage Building     | 1989 |        |
| F     | Résidence des visiteurs officiels | Téléverser                                                                       | Ottawa       | 7 Rideau Gate                                              | 45.4441 -75.6921 | 4650  | 1862      | Recognized Federal Heritage Building     | 1986 |        |
| F     | Résidence du premier ministre | Téléverser                                                                       | Ottawa       | 24 Sussex Drive                                            | 45.4444 -75.6938 | 4298  | 1868      | Classified Federal Heritage Building     | 1986 |        |
| F     | Résidence fortifiée du maître-éclusier                                                                                                 | Téléverser                                                                       | Ottawa       |                                                            | 45.384 -75.7     | 11055 | 1841      | Recognized Federal Heritage Building     | 1994 |        |
| M     | Sandy Hill West Heritage Conservation District                                                                                         | Téléverser                                                                       | Ottawa       | 0, Multiple (see map)                                      | 45.4265 -75.687  | 8462  | 1880      | Heritage Conservation District (Part V)  | 1994 |        |
| P     | St. Brigid's Church | St. Brigid's Church                                                              | Ottawa       | 314, rue St. Patrick                                       | 45.4314 -75.6907 | 8906  | 1889      | Ontario Heritage Foundation Easement     | 1992 |        |
| F     | Stornoway | Stornoway                                                                        | Ottawa       | 541, promenade Acacia                                      | 45.4528 -75.6788 | 4651  | 1914      | ÉFP reconnu                              | 1986 |        |
| F     | Succursale postale B | Téléverser                                                                       | Ottawa       | 47-59 Sparks Street                                        | 45.4236 -75.6963 | 16388 | 1939      | Classified Federal Heritage Building     | 1986 |        |
| M     | The City Registry Office | The City Registry Office                                                         | Ottawa       | 70, Nicholas Street                                        | 45.425 -75.6891  | 8463  | 1874      | Municipal Heritage Designation (Part IV) | 1978 |        |
| M     | The Grey Nuns Mother House | Téléverser                                                                       | Ottawa       | 9, Bruyere Street                                          | 45.4313 -75.6979 | 15271 | 1851      | Municipal Heritage Designation (Part IV) | 1980 |        |
| M     | The Powell House | The Powell House                                                                 | Ottawa       | 85, Glebe Ave.                                             | 45.4059 -75.6879 | 15267 | 1912      | Municipal Heritage Designation (Part IV) | 2004 |        |
| M     | The Thomas Craig House | Téléverser                                                                       | Ottawa       | 6607, Fourth Line Road                                     | 45.1314 -75.716  | 14207 |           | Municipal Heritage Designation (Part IV) | 1986 |        |
| M     | Trinity United Church | Téléverser                                                                       | Ottawa       | 6656, Rideau Valley Drive South                            | 45.1554 -75.6494 | 14208 | 1894      | Municipal Heritage Designation (Part IV) | 1982 |        |
| F     | Usine de carbure Willson | Usine de carbure Willson                                                         | Ottawa       | 1, île Victoria                                            | 45.4216 -75.7122 | 4634  | 1900      | ÉFP reconnu                              | 1984 |        |
| F     | VIA Rail, gare de | VIA Rail, gare de                                                                | Ottawa       | 200, chemin Tremblay                                       | 45.416 -75.652   | 15815 | 1966      | GFP                                      | 1996 |        |
| M     | Wilbrod Street Heritage Conservation District                                                                                          | Wilbrod Street Heritage Conservation District                                    | Ottawa       |                                                            | 45.4294 -75.6753 | 8464  | 1920      | Heritage Conservation District (Part V)  | 1982 |        |
| M     | The Williams House | Téléverser                                                                       | Ottawa       | 1126, John Street                                          | 45.2253 -75.682  | 14204 |           | Municipal Heritage Designation (Part IV) | 1984 |        |
| F     | École Fraser | Téléverser                                                                       | Ottawa       | 62 John Street                                             | 45.4425 -75.6932 | 4694  | 1837      | Recognized Federal Heritage Building     | 1988 |        |
| F     | Édifice Arc Biotech (no 34) | Téléverser                                                                       | Ottawa       |                                                            | 45.384 -75.715   | 9591  | 1920      | Recognized Federal Heritage Building     | 1997 |        |
| F     | Édifice Bate | Téléverser                                                                       | Ottawa       | 109-111 Sparks Street                                      | 45.4228 -75.6981 | 7392  | 1859      | Recognized Federal Heritage Building     | 1986 |        |
| F     | Édifice Birks | Téléverser                                                                       | Ottawa       | 107 Sparks Street                                          | 45.4229 -75.698  | 7391  | 1911      | Recognized Federal Heritage Building     | 1986 |        |
| F     | Édifice Booth | Téléverser                                                                       | Ottawa       | 165 Sparks Street                                          | 45.4222 -75.6997 | 4058  | 1911      | Recognized Federal Heritage Building     | 1986 |        |
| F     | Édifice Canada's Four Corners | Téléverser                                                                       | Ottawa       | 93 Sparks Street                                           | 45.423 -75.6976  | 4640  | 1871      | Recognized Federal Heritage Building     | 1986 |        |
| F     | Édifice Connaught | Édifice Connaught                                                                | Ottawa       | 550 Sussex Drive                                           | 45.427 -75.6954  | 4029  | 1916      | Classified Federal Heritage Building     | 1988 |        |
| F     | Édifice Forintek | Téléverser                                                                       | Ottawa       | 800 Montreal Road                                          | 45.4441 -75.634  | 4659  | 1958      | Recognized Federal Heritage Building     | 1997 |        |
| F     | Édifice K. W. Neatby | Édifice K. W. Neatby                                                             | Ottawa       |                                                            | 45.3923 -75.7165 | 4673  | 1938      | Recognized Federal Heritage Building     | 1995 |        |
| F     | Édifice Mansfield | Téléverser                                                                       | Ottawa       | 481 Sussex Drive                                           | 45.4277 -75.695  | 4645  | 1848      | Recognized Federal Heritage Building     | 1986 |        |
| F     | Édifice Marshall | Téléverser                                                                       | Ottawa       | 14 Metcalfe Street                                         | 45.4231 -75.6978 | 4718  | 1882      | Recognized Federal Heritage Building     | 1989 |        |
| F     | Édifice May | Téléverser                                                                       | Ottawa       | 489 Sussex Drive                                           | 45.4276 -75.6949 | 4648  | 1876      | Recognized Federal Heritage Building     | 1986 |        |
| F     | Édifice Sir John Carling | Téléverser                                                                       | Ottawa       | 930 Carling Avenue                                         | 45.394 -75.711   | 4263  | 1967      | Recognized Federal Heritage Building     | 2004 |        |
| F     | Édifice Sir-Charles-Tupper | Téléverser                                                                       | Ottawa       | 2250 Riverside Drive                                       | 45.3753 -75.6929 | 7660  | 1960      | Recognized Federal Heritage Building     | 2000 |        |
| F     | Édifice Sparrow | Téléverser                                                                       | Ottawa       | 489 Sussex Drive                                           | 45.428 -75.6952  | 4646  | 1876      | Recognized Federal Heritage Building     | 1986 |        |
| F     | Édifice Union Bank | Téléverser                                                                       | Ottawa       | 128 Wellington Street                                      | 45.4228 -75.6993 | 4267  | 1888      | Recognized Federal Heritage Building     | 1985 |        |
| F     | Édifice Victoria | Téléverser                                                                       | Ottawa       | 140 Wellington Street                                      | 45.4227 -75.6995 | 4687  | 1928      | Recognized Federal Heritage Building     | 1987 |        |
| F     | Édifice Wellington | Téléverser                                                                       | Ottawa       | 180 Wellington St. / Sparks                                | 45.4218 -75.7009 | 3458  | 1927      | Recognized Federal Heritage Building     | 1986 |        |
| F     | Édifice William Saunders | Téléverser                                                                       | Ottawa       |                                                            | 45.391 -75.7108  | 4676  | 1935      | Recognized Federal Heritage Building     | 1994 |        |
| F     | Édifice commercial | Téléverser                                                                       | Ottawa       | 461-465 Sussex Drive                                       | 45.4282 -75.6954 | 11408 | 1850      | Recognized Federal Heritage Building     | 1987 |        |
| F     | Édifice commercial | Téléverser                                                                       | Ottawa       | 13-15 Clarence Street                                      | 45.4284 -75.6951 | 4726  | 1898      | Recognized Federal Heritage Building     | 1988 |        |
| F     | Édifice commercial | Téléverser                                                                       | Ottawa       | 457-459 Sussex Drive                                       | 45.4283 -75.6955 | 4715  | 1850      | Recognized Federal Heritage Building     | 1988 |        |
| F     | Édifice de l'administration | Téléverser                                                                       | Ottawa       | 588 Booth Street                                           | 45.3998 -75.7056 | 11137 | 1959      | Recognized Federal Heritage Building     | 1998 |        |
| F     | Édifice de l'exposition permanente du porc, no 91                                                                                      | Téléverser                                                                       | Ottawa       | Central Experimental Farm National Historic Site of Canada | 45.3878 -75.7099 | 9601  | 1911      | Recognized Federal Heritage Building     | 1995 |        |
| F     | Édifice de la Banque de Nouvelle-Écosse                                                                                                | Téléverser                                                                       | Ottawa       | 125 Sparks Street                                          | 45.422 -75.698   | 16481 | 1925      | Classified Federal Heritage Building     | 1986 |        |
| F     | Édifice de la Commission géologique du Canada                                                                                          | Téléverser                                                                       | Ottawa       | 601 Booth Street                                           | 45.3998 -75.7056 | 11135 | 1959      | Recognized Federal Heritage Building     | 1997 |        |
| F     | Édifice de la Justice | Téléverser                                                                       | Ottawa       | 294 Wellington Street                                      | 45.4215 -75.7038 | 4688  | 1938      | Recognized Federal Heritage Building     | 1988 |        |
| F     | Édifice de la photo équatoriale | Téléverser                                                                       | Ottawa       |                                                            | 45.3934 -75.714  | 4378  | 1914      | Classified Federal Heritage Building     | 1992 |        |
| F     | Édifice de la recherche en ingénierie                                                                                                  | Édifice de la recherche en ingénierie                                            | Ottawa       |                                                            | 45.3883 -75.711  | 9505  | 1937      | Recognized Federal Heritage Building     | 1997 |        |
| F     | Édifice des Archives nationales et de la Bibliothèque nationale                                                                        | Téléverser                                                                       | Ottawa       | 395 Wellington Street                                      | 45.4196 -75.7078 | 13053 | 1967      | Classified Federal Heritage Building     | 2004 |        |
| F     | Édifice des minéraux chimiques radioactifs                                                                                             | Téléverser                                                                       | Ottawa       | 555 Booth Street                                           | 45.4023 -75.7061 | 9828  | 1957      | Recognized Federal Heritage Building     | 1997 |        |
| F     | Édifice du quartier général de la Gendarmerie royale du Canada                                                                         | Téléverser                                                                       | Ottawa       | 1200 Alta Vista Drive                                      | 45.4195 -75.6593 | 4706  | 1952      | Recognized Federal Heritage Building     | 1992 |        |
| F     | Édifice fédéral du patrimoine reconnu Écurie / garage                                                                                  | Téléverser                                                                       | Ottawa       | 1 Sussex Drive                                             | 45.44 -75.69     | 2734  | 1867      | Recognized Federal Heritage Building     | 2002 |        |
| F     | Édifice national de la presse | Édifice national de la presse                                                    | Ottawa       | 150 Wellington St. / Sparks Street                         | 45.4223 -75.7003 | 4690  | 1918      | Recognized Federal Heritage Building     | 1988 |        |
| F     | Édifice sir Leonard Tilley | Édifice sir Leonard Tilley                                                       | Ottawa       | 719 Heron Road                                             | 45.37 -75.69     | 2898  | 1961      | Recognized Federal Heritage Building     | 2002 |        |